# Selecționata de fotbal a Insulelor Saint Pierre și Miquelon
Selecționata de fotbal a Insulelor Saint Pierre și Miquelon este echipa oficială a Insulelor Saint Pierre și Miquelon. Ca fiecare colectivitate de peste mări, este afiliată la FFF. A participat la Coupe de l'Outre-Mer 2010.

## Meciuri
| Dată        | Stadion |                          |                 | Scor   |
| ----------- | ------- | ------------------------ | --------------- | ------ |
| 28 sep 2010 | Franța  | Saint Pierre și Miquelon | Mayotte         | 0 - 10 |
| 25 sep 2010 | Franța  | Saint Pierre și Miquelon | Guyana Franceză | 0 - 7  |
| 22 sep 2010 | Franța  | Saint Pierre și Miquelon | Réunion         | 0 - 11 |